# Android NDK
Android NDK (Native Development Kit) – набор инструментов, который помогают операционной системе Android работать с кодом, написанным на языках C и C++.
NDK предоставляет API для доступа к физическим компонентам устройства, таким как сенсоры. Кроме того, NDK позволяет скомпилировать и включить в APK C/C++ код, используя Gradle. NDK часто используется в разработке игр для увеличения производительности и для ручного управления памятью.
Работает в связке с Android SDK, необходим для написания Android приложений на С/C++, также для определённых типов приложений это может помочь вам повторно использовать библиотеки кода, написанные на этих языках.